# شهرستان کلالام (واشینگتن)
شهرستان کلالام، واشینگتن (به انگلیسی: Clallam County, Washington) یک شهرستان در ایالات متحده آمریکا است که در ایالت واشینگتن واقع شده‌است.

## خصوصیات
شهرستان کلالام ۶٬۹۱۷٫۹ کیلومترمربع مساحت دارد.